# 逃げ水あむ
逃げ水 あむ（にげみず あむ、1998年〈平成10年〉10月10日 - ）は、日本の女性アイドルであり、女性アイドルグループ・きゅるりんってしてみてのメンバー。 所属事務所はディアステージ。 グループ内での担当カラーは赤。アム・ウェイ名義で「ミスiD2020」に参加し、it girl賞を受賞。

## 略歴
2019年11月、講談社主催のオーディション「ミスiD2020」においてファイナリストに選出され、it girl賞を受賞（「アム・ウェイ」名義）。
2021年1月、女性アイドルグループ「きゅるりんってしてみて」の結成メンバーとして発表された。メンバー発表は同月3日から7日にかけて1日1人ずつ行われ、逃げ水は2番目にビジュアルが公開された。グループ結成当初の所属事務所はNプロダクションであった。同年1月23日、東京・Veats Shibuyaにて開催されたお披露目ライブでステージデビューを果たした。
2023年3月11日、グループがNプロダクションから株式会社ディアステージへ移籍することが発表され、逃げ水も同社所属タレントとなった。移籍に際し、逃げ水は「今年の抱負のアイドルとして前進！の1歩を踏み出せたのではないかと思います！ ディアステさんの元で更なる喜びを届けちゃうゾ♡！」とコメントし、新天地での活動への意欲を示した。

## 人物
- アイドルとして活動する以前は、通っていた高校の環境から、卒業後は大学へ進学し、その後は就職することが一般的な道筋だと考えていたと語っている 。ミスiDへの応募も自らの強い意志というよりは、知人からの勧めがきっかけであり、「人生が面白いことになるかなと思って出てみることにした」という動機であった[6]。当初はアイドルになりたいという明確な願望があったわけではなく、「面白そう」とは思っても、強い熱意を持つまでには至らなかった[7]。
- 「きゅるりんってしてみて」への参加については、結成時のメンバー構成を聞いた際に「このメンバーならなんか頑張れそう、頑張りたいな」と初めて前向きな気持ちになったことが、加入の決め手であったと述べている 。当初はアイドル活動に対して強い意欲を持っていたわけではなかったものの、現在は「アイドルでやっていきたい」という明確な意志を持っており、「（アイドルという道に）こういうことになったのは本当によかったと思ってます」と、現在の活動に対する肯定的な姿勢を示している[7]。
- グループ内の人間関係を非常に重視しており、「きゅるしてはこの5人(当時)でいるのが楽しいから続けてこられた」「今日は4人に会えるんだと思ってライブに行ってます」といった発言から、メンバーへの強い愛着がうかがえる。ライブ後や練習後にはメンバーと共に食事に行くなど、積極的なコミュニケーションを通じて相互理解を深めることを大切にしている。メンバー間で考え方が異なることを認識しつつも、それを否定的に捉えるのではなく、グループの個性として受け入れている様子がうかがえる。自身について「自我がすごいありますよね。それは自覚してます」と自己分析している[6]。
- メンバーからは、グループの「ブレイン」、「頭の切れる奴」と評されることがある。環やねは逃げ水について、「普段の可愛らしい明るい感じからは想像できないたまにでる冷静で大人な部分にかなりグッときます」と述べており、その分析力や思考力を評価している[8]。チバゆなは逃げ水について、「年上なのに、それを感じさせないくらい人当たりが良くて、たまに歳上な事を忘れちゃう」と評している[9]。
- ファンとの関係性については、過度な義務感を抱かせたくないという考えを持っており、「この子だけを一生推さないといけない、そして全通しなきゃいけないって義務感を持ってほしくなくて」「もっとフランクでいいよって思ってます」と語っている[6]。

## 出演

### テレビ
- 佐藤ノアの「いだてん」（Locipo、メ～テレ）- ゲスト出演（メンバーのチバゆな、≠MEの谷崎早耶と共に）